# Sylvie Becaert
Sylvie Becaert (* 6. September 1975 in Lille) ist eine ehemalige französische Biathletin.
Becaert hatte ihre erfolgreichste Saison im Biathlon 2002/03, als sie im Weltcup den dritten Platz im Gesamtklassement belegte und den Sprintweltcup gewann. Bei der Weltmeisterschaft 2003 in Chanty-Mansijsk gewann sie die Goldmedaille im Sprint.
Bei den Olympischen Spielen 2006 in Turin gewann Becaert mit der französischen Staffel die Bronzemedaille hinter der siegreichen russischen Mannschaft und der deutschen Staffel. 2007 holte sie bei der Weltmeisterschaft in Antholz, ebenfalls mit der Staffel, die Silbermedaille.
Bei den Biathlon-Weltmeisterschaften 2009 im südkoreanischen Pyeongchang gewann sie die Goldmedaille mit der Mixed-Staffel.
Gemeinsam mit Marie Dorin, Marie-Laure Brunet und Sandrine Bailly gewann Becaert die Silbermedaille im Staffelwettbewerb der Olympischen Winterspiele 2010 in Vancouver.
Sie ist mit dem italienischen Biathleten René-Laurent Vuillermoz liiert, sie haben eine gemeinsame Tochter.
Das Stade de Biathlon Sylvie Becaert ist nach ihr benannt.

## Weltcup-Bilanz
Die Tabelle zeigt alle Platzierungen (je nach Austragungsjahr einschließlich Olympische Spiele und Weltmeisterschaften).
- 1.–3. Platz: Anzahl der Podiumsplatzierungen
- Top 10: Anzahl der Platzierungen unter den ersten zehn (einschließlich Podium)
- Punkteränge: Anzahl der Platzierungen innerhalb der Punkteränge (einschließlich Podium und Top 10)
- Starts: Anzahl gelaufener Rennen in der jeweiligen Disziplin
- Staffel: inklusive Mixed- und Single-Mixed-Staffeln

| Platzierung | Einzel | Sprint | Verfolgung | Massenstart | Staffel | Gesamt |
| ----------- | ------ | ------ | ---------- | ----------- | ------- | ------ |
| 1. Platz    |        | 1      |            |             | 5       | 6      |
| 2. Platz    |        | 2      |            | 1           | 8       | 11     |
| 3. Platz    |        | 1      |            | 1           | 12      | 14     |
| Top 10      | 4      | 11     | 12         | 10          | 40      | 77     |
| Punkteränge | 17     | 50     | 42         | 29          | 42      | 180    |
| Starts      | 35     | 89     | 62         | 29          | 42      | 257    |